# Intervento in Siberia
L'intervento in Siberia (シベリア出兵?, Shiberia Shuppei) da parte delle potenze della Triplice intesa avvenne tra il 1918 ed il 1922 mediante invio di truppe nelle Province Marittime. Questa operazione militare avvenne nel quadro generale di un più vasto piano di intervento delle potenze occidentali e del Giappone a sostegno delle forze dell'Armata Bianca contro l'Armata Rossa durante la guerra civile russa. L'Esercito imperiale giapponese continuò poi a occupare la Siberia anche dopo il ritiro delle forze alleate nel 1920.

## Origine

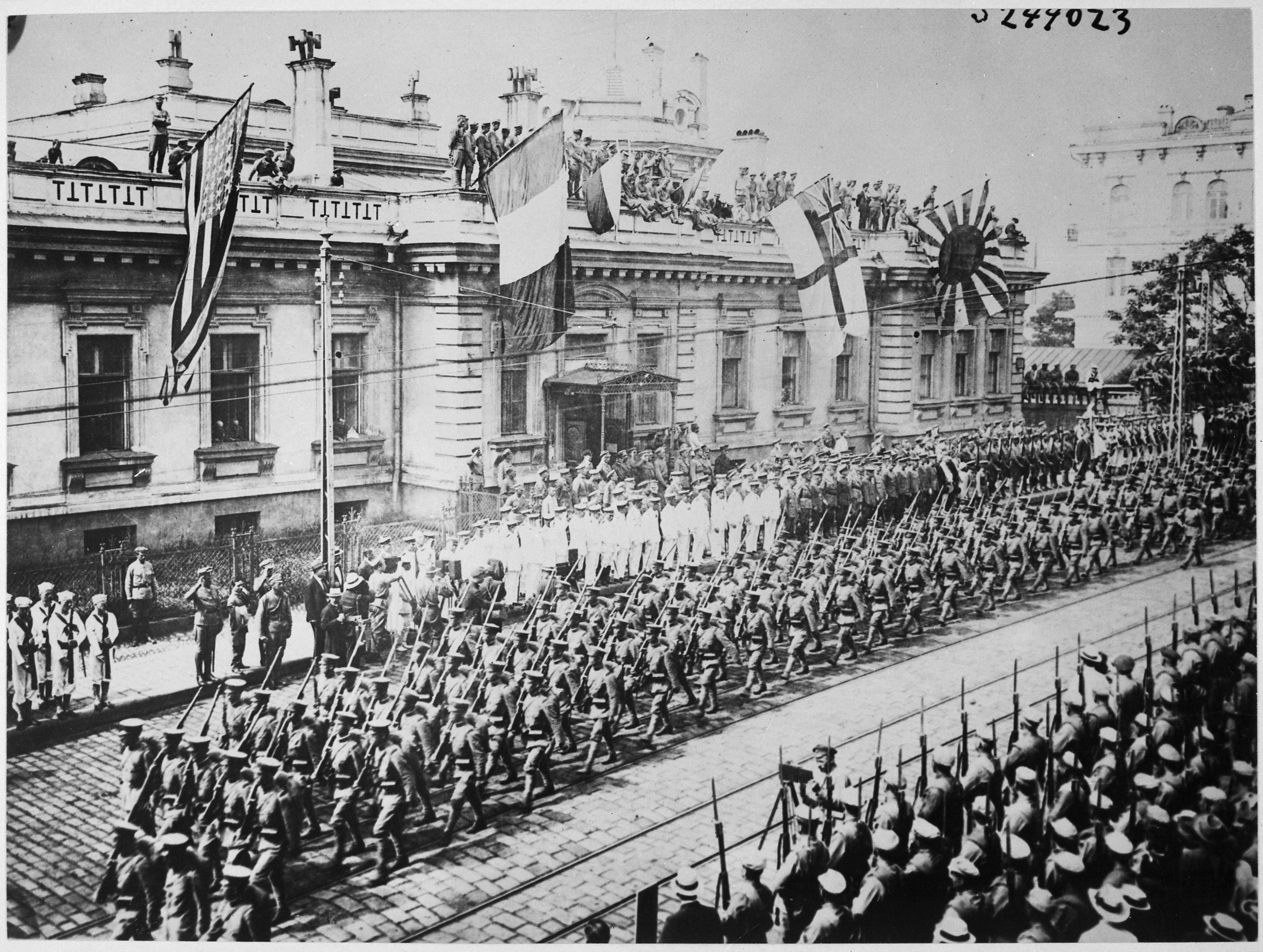
Truppe alleate sfilano a Vladivostok nel 1918.

Dopo la Rivoluzione d'ottobre del 1917, il nuovo governo bolscevico firmò un trattato di pace con la Germania. Il crollo del fronte russo della prima guerra mondiale presentò un problema enorme per le potenze della "Intesa", poiché non solo consentiva alla Germania di liberare truppe e materiale dal suo fronte orientale per dislocarle sul fronte occidentale, ma permetteva anche alla Germania di garantire le enormi scorte di materiali di consumo che si erano andati ad accumulare a Murmansk, Arcangelo e Vladivostok. Inoltre, la Legione ceca, forte di 50 000 uomini, che aveva combattuto al fianco degli Alleati, era così intrappolata dietro le linee nemiche, cercando di farsi strada verso est nei pressi di Vladivostok, lungo la Transiberiana tenuta dai bolscevichi.
Con lo scopo di fronteggiare queste emergenze, Regno Unito e Francia optarono per la necessità di un intervento armato contro l'esercito bolscevico. Con questa decisione le due potenze occidentali avevano l'intenzione di raggiungere tre obiettivi principali:
- impedire che il materiale bellico rimasto in Siberia cadesse nelle mani dei bolscevichi;
- prestare soccorso alla Legione ceca per un suo ritorno in Europa;
- ripristinare il Fronte orientale dando aiuto agli sforzi dell'Armata Bianca.

A corto di truppe, Francia e Inghilterra chiesero agli Stati Uniti di inviarne sia per la campagna nella Russia del nord, sia per quella in Siberia. Nel luglio del 1918, contrariamente a quanto consigliato dal Dipartimento di guerra, il presidente Wilson accettò di inviare 5 000 unità americane.
Nel settembre di quell'anno in questa città siberiana vi erano le seguenti truppe: 70 000 giapponesi, 1 400 italiani, 5 002 americani, 829 inglesi e 107 francesi.

## Italia
Il Corpo di spedizione italiano in Estremo Oriente era costituito da truppe Alpini, sostenute da 2 500 ex prigionieri di guerra italiani che avevano combattuto nell'esercito austro-ungarico e arruolati nella Legione Redenta.
Gli italiani giocarono un ruolo piccolo ma importante durante l'intervento, combattendo insieme alla Legione Cecoslovacca e altre forze alleate usando treni armati e armi pesanti per controllare ampie sezioni della ferrovia siberiana.
Le principali aree di intervento erano le regioni di Irkutsk, Harbin e Vladivostok.